# Ivan Chestakov
Pour les articles homonymes, voir Chestakov.
Ivan Alexeïevitch Chestakov (en russe : Шестаков, Иван Алексеевич), né le 13 avril 1820 à Sirokorénié près de Smolensk et décédé le 3 décembre 1888 à Sébastopol, est un officier général et écrivain russe. Il fut admiral, gouverneur de Taganrog de 1866 à 1868, et gouverneur militaire de Vilnius de 1868 à 1870.

## Biographie
Ivan Chestakov est le fils du capitaine Alexeï Antonovitch Chestakov et de son épouse, née Eudoxie (Ievdokia) Ivanovna Khrapovitskaïa. Il est issu d'une famille noble de Russie, Ivan Alexeïevitch Chestakov naquit dans le village de Sirokorénié situé dans le gouvernement de Smolensk.

### Carrière militaire
De 1830 à 1836, Ivan A. Chestakov étudia à l’École du Corps naval des cadets de Saint-Pétersbourg, mais abandonna ses études pour servir dans la flotte de la mer Noire. En 1837, il participa au débarquement et à l'occupation du cap Konstantinovsky, puis fut promu aspirant, en raison de sa valeur militaire. Il prit part entre avril et mai 1838, à bord de la corvette Iphigénie (Ifeguenia), à l'opération de débarquement près de Shanedho (situé dans les estuaires de Subashi et Shapsugi sur la côte caucasienne), ce pour quoi on lui décerna l'Ordre de Sainte-Anne (quatrième classe). De 1838 à 1840, il participa à plusieurs batailles contre des troupes de montagne et reçut l'Ordre de Saint-Stanislas (troisième classe). Il sert ensuite en mer Méditerranée de 1840 à 1842. Il est nommé, le 11 avril 1843, aide de camp de l'amiral Lazarev, et il demeura à ses côtés jusqu'en 1865. L'amiral le promut lieutenant.
Entre les années 1847 et 1850, Chestakov fit des études hydrographiques en mer Noire, à bord du cotre Skory (Le Rapide).

### Flotte de la mer Baltique
Chestakov fut envoyé en mission en Angleterre entre 1850 et 1852, ainsi que pendant la période 1852-1864, afin d'inspecter la construction des navires de guerre destinés à la marine impériale russe. De retour en Russie en février 1854, il fut affecté à la Commission des bateaux à vapeur, promu capitaine en second et transféré à la flotte de la Baltique. Il participa à la Guerre de Crimée à bord de la frégate Rurik, et défendit  Kronstadt (1854). Le 21 mai 1855, il fut nommé aide de camp de l'amiral et grand-duc Constantin de Russie. Chestakov dessina les plans de soixante-quinze canonnières et de dix-sept corvettes et contribua à leur construction.
Chestakov fut promu capitaine en 1856 et envoyé jusqu'en 1859 en mission aux États-Unis, afin de superviser la construction de la frégate Amiral général dont il dessina les plans. En 1859, la frégate Amiral général placée sous son commandement prit la mer, fit escale à Cherbourg et termina son voyage à Kronstadt. En raison du succès de cette mission, il fut décoré de l'Ordre de Saint-Vladimir (troisième classe). Il fut admis en 1859 comme membre de la Commission scientifique de la marine et de la construction navale. De 1860 à 1862, il commanda une escadre de navires près des côtes syriennes, pour assurer la protection des chrétiens de Turquie contre les attaques des musulmans fondamentalistes.
Chestakov fut promu kontr-admiral, le 23 avril 1861. À son retour à Kronstadt, il fut décoré de l'Ordre de Saint-Stanislas (première classe), et, le 17 avril 1863, il fut nommé adjoint du commandant en chef de Kronstadt.

### Gouverneur de Taganrog

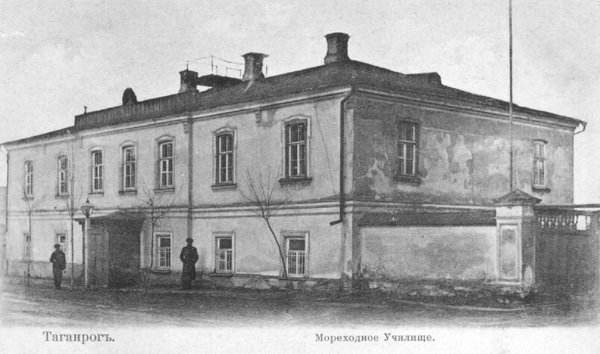
Vue de l'École navale de Taganrog.

En 1864, Ivan Alexeïevitch Chestakov débuta une carrière dans la haute fonction publique: il fut affecté, le 11 avril 1866, au poste de gouverneur de Taganrog (1866-1868). Il fut à l'origine de la création de l'école navale de Taganrog (1868). Il développa également le commerce côtier en mer d'Azov et fit la promotion du transport du charbon russe sur les bateaux à vapeur en mer d'Azov et en mer Noire. Il tenta d'améliorer la navigation sur la mer d'Azov et sur le Don ; il présenta un tout nouveau modèle de phare dans les eaux près de Taganrog et le long des côtes de la mer d'Azov et fit remplacer les anciens équipements. Il dota Taganrog d'un tout nouveau système d'éclairage à gaz pour toute la ville, et fit construire à cet effet une usine produisant du gaz. Chestakov fut élevé au rang de bourgeois d'honneur par les autorités impériales en 1883.

### Marine russe
Entre 1868 et 1870, Chestakov occupa le poste de gouverneur de Vilno et démissionna pour servir en qualité d'agent de la Marine impériale en Autriche et en Italie. Nommé président de la Commission de la construction navale, il se rendit en France et en Angleterre afin de visiter les ports.
Alexandre III le nomma ministre de la Marine impériale en 1882. Il contribua fortement à la renaissance de la flotte de la mer Noire (1886) et au renforcement des flottes de la mer Noire, de la Baltique et de la Sibérie. Il présenta également un nouveau système de service destiné aux officiers de la marine. Il débuta en 1883 la construction à grande échelle de navires de guerre blindés, comme des cuirassés et des croiseurs, tels que le croiseur blindé le Vladimir Monomaque (lancé en 1882), le croiseur blindé l'Amiral Nakhimov (lancé le 21 octobre 1885 - coulé à la bataille de Tsushima le 28 mai 1905), le cuirassé de classe II le Catherine (Ekaterina) et le cuirassé de classe II l'Empereur Alexandre (lancé en 1895 - mis au rebut en 1925). Ce programme de construction navale s'acheva en 1902. Chestakov fut promu admiral en 1888.

### Décès et inhumation
Ivan Alexeïevitch Chestakov décéda le 3 décembre 1888 à Sébastopol et fut inhumé en l'église Saint-Vladimir à Sébastopol.

## Distinctions
- 1838 : Ordre de Sainte-Anne (quatrième classe)
- 1840 : Ordre de Saint-Stanislas (troisième classe)
- 1859 : Ordre de Saint-Vladimir (troisième classe)
- 1861 : Ordre de Saint-Stanislas (premier classe)

## Honneurs
- Une île, située près de l'archipel de Nouvelle-Zemble en mer de Barents porte son nom (île de Chestokova).
- Le 12 juillet 1886, il fut élu citoyen d'honneur de la ville de Vladivostok et son portrait fut exposé dans la salle du Conseil municipal de la ville.
- En 1883, il est désigné citoyen d'honneur de la ville de Taganrog.

## Œuvres
Grand homme d'État, Chestakov fut également reconnu pour ses talents d'écrivain. Il publia de nombreux ouvrages scientifiques et littéraires, (1850, 1854, 1861, 1864 et 1871) notamment Navigateur en mer Noire. Il rédigea différents articles sous son véritable nom et sous le pseudonyme d'Excelsior dans la collection Digest Marine. Il traduisit de l'anglais en russe l'ouvrage L'Histoire navale de la Grande-Bretagne de l'historien William James. Il rédigea également ses Mémoires intitulés Un demi-siècle de vie ordinaire, publiées en 1873.